# امیدوارم (آهنگ گبی بارت)
امیدوارم (انگلیسی: I Hope) آهنگی از خواننده سبک موسیقی کانتری گبی بارت که ۲۹ ژوئیه ۲۰۱۹ منتشر شد.